# Augusts Kirhenšteins
Augusts Kirhenšteins (Mazsalaca, 18 de setembre del 1872 – Riga, 3 de novembre del 1963) fou un polític i biòleg letó.
Kirhenšteins es convertí en primer ministre de Letònia el 20 de juny del 1940, tres dies després de l'ocupació del país per tropes soviètiques. Entre l'11 i el 15 de juliol s'hi celebraren eleccions al «Parlament Popular» de Letònia, que foren eleccions arreglades, ja que els votants només podien elegir entre els candidats d'una llista aprovada per la Unió Soviètica (Bloc Popular dels Treballadors).
El 21 de juliol, Kirhenšteins esdevingué president de Letònia. El nou parlament i el «govern popular» demanaren a Stalin que permetés l'adhesió de Letònia a la Unió Soviètica amb el nom de República Socialista Soviètica de Letònia, fet que es consumà el 5 d'agost d'aquell mateix any.
Kirhenšteins es feu membre del Partit Comunista de Letònia i el 25 d'agost fou elegit president del Presídium del Soviet Suprem, cosa que el convertia en el cap d'estat de facto de l'RSS de Letònia tot i no tenir poder real. Abandonà el càrrec l'11 d'abril del 1952.